# Call my name (iLLの曲)
「Call my name」（コール・マイ・ネーム）は、iLLの1stシングル。

## 解説
iLL初のシングル。表題歌は中村が初めて作詞を手掛け、カップリング曲と共に映画「そのときは彼によろしく」に起用された。

## 収録曲
1. Call my name - 3:22
映画「そのときは彼によろしく」挿入歌。
電子音は使用されず、バイオリンに勝井祐二、チェロに坂本弘道を迎えた楽曲。
2. XXCXXOX - 3:38
インストゥルメンタル。
同映画挿入歌。
3. Flying Sausor - 6:18
「Sound by iLL」収録曲のライブ音源。